# 早坂絵麻
早坂 絵麻（はやさか えま、1972年9月16日 - ）は、日本のAV女優。「早坂エマ」と表記されることもある。
愛知県出身。身長：154cm、スリーサイズ：B90・W60・H90。

## 人物
異なるプロフィールがいくつかある。
- 「皮めくりの純情 バージンでごめんね」のケース裏面のプロフィールでは、B:90・W:60・H:90、出身:北海道、血液型:A型としている[1]。
- 「OL 無抵抗」のケース裏面のプロフィールでは、B:88(E)・W:63・H:90、出身:北海道、血液型:O型としている[2]。
- 「私の口を塞いで！」のケース裏面のプロフィールでは、B:88・W:60・H:90、出身:北海道、血液型:O型としている[3]。

趣味:テニス。音楽鑑賞。
特技:編み物。

## 作品

### アダルトビデオ
1991年
- 皮めくりの純情・バージンでごめんね (11月15日、kkタイリク TFO-6)
- 損失補填・巨乳で返します (kkタイリク TFO-10)

1992年
- 乳しぼりの誘惑 (1月11日、kkタイリク TFO-15)
- OL 無抵抗 (2月12日、KUKI JF-76)
- 失神するのはまだ早い (2月27日、芳友舎)
- OL舐めて濡れる～巨乳エマの男選び～ (3月1日、KUKI JF-83)
- シャブリまくり ベロ牝スペシャル 早坂絵麻・樹まり子・森川いづみ・他 (3月19日、kkタイリク TFO-25)
- 私の口を塞いで！ (4月3日、VIP)
- ゲロッ！ 性欲まるだし産婦人科　(4月23日、芳友舎)
- 散らされて・絶頂 (5月10日、kkコスミック)
- 乳房で包んであげる (5月30日、KUKI)
- 巨乳OLしごき白書 (6月12日、kkコスミック)  ※「損失補填・巨乳で返します」を再編集したもの
- ネーちゃんのぶっとい乳房 Part.2 (6月18日、K.K.タイリク TFO-36) 全8名
- 巨乳ロスト・バージン (7月10日、kkコスミック)
- 変態病棟 不毛恥帯 (kkタイリク TFO-23)
- 証券レディー 穴埋めさせて (ピーチ企画 AP-12)
- ロストバージン絵麻 青空の下の初体験 (イメージボックス SA-13)
- 夏彦のD乳コレクション 1 (ホルスタインカンパニー HL-01) 全4名
- 素肌のランジェリー (インペリア IM-030)

1993年
- 先生！そこだけは…　巨乳看護婦 (1月10日、kkコスミック)
- 巨乳クィーンのぶっとい乳房つかみどり Vol.1 早坂絵麻・樹まり子 (ホルスタインカンパニー HL-11)

1994年
- スーパーD乳コレクション (イメージボックス) 全10名

1995年
- みてよ 私の・・・（5月20日、ペガサスランド）全5名
- 爆乳！Ｆカップコレクション（6月1日、VIP）全7名
- コレクター北条満 編集7 オナニー狂い（11月25日、イメージボックス MD-23）全20名
- SM狂い 淫乱女20人（?、イメージボックス）全20名

1996年
- 美乳・巨乳15年史 ぷるぷる編（8月30日、芳友舎）全15名
- ウルトラ淫乱15年史 くい込み編（9月30日、h.m.p）全15名

2005年以降
- DECADE 早坂絵麻（2005年6月17日、ピエロ PAR-113）
- THE 巨乳 FUCKER4時間 2（2006年1月20日、メディアバンク）全23名
- Legend VOL.24 早坂絵麻（2007年6月29日、エー・エス・ジェイ）※「変態病棟 不毛恥帯」「損失補填・巨乳で返します」「乳しぼりの誘惑」を収録
- DECADE gals 小沢奈美・本田亜里沙・早坂絵麻・森原由紀（2008年9月26日、ピエロ）
- DECADE-EX 早坂絵麻（2009年12月25日、ピエロ）
- 復刻セレクション Wパック OL無抵抗 ＆ OL舐めて濡れる～巨乳エマの男選び～ 早坂エマ（2013年10月11日、KUKI）

発売年不明
- Forever フォーエバー 早坂絵麻（コレクターズ・システム販売 FOR-02）VHS
- 淫乱女秘書コレクション（北条企画 HJM-25）VHS
- コレクター北条満 編集29 制服を姦る！！ 淫乱看護婦 2 早坂絵麻・鮎川真理・前原祐子・他（北条企画 HJM-29）VHS
- 真紅のバラにくちずけを（OFFICE K2 OKV-025）VHS
- 刺激的な関係（VIDEO・RADICALS ZP-302）VHS
- 刺激的な関係 2（VIDEO・RADICALS ZP-308）VHS

## 出版

### 写真集
- アダルトギャルの危ない下着 白石ひとみ・藤本聖名子・早坂絵麻・他（1992年6月25日、大陸書房）

### 雑誌
- アップル通信 1991年12月号、1992年5月号（三和出版）
- Hooker 1992年1月号（大陸書房）
- ビデオ情報 話のチャンネル 1992年3月20日春艶増刊号（日本文芸社）
- VIP MAGAZINE 1992年4月号（ミリオン出版）
- ビデオメイトDX 1992年5月号（少年出版社）
- ガール・フレンズ 1992年6月号（若生出版）